# 行為準則
行為準則指的是一套規則，概述個人行為的社交規範、責任，亦可能包含較為適當的作法建議。國際會計師聯會在 2007 年發佈的國際良好實務指南之《制訂有效的企業行為守則》中對此定義如下：
「指導組織機構的決策、程序和制度的原則、價值、標準或行爲規則， 它們（1）增進了重要利益相關者的福利；及（2）尊重受其業務影響 的各方的權利。」
通常行為準則是為了公司的僱員而撰寫（即員工守則)，讓員工了解公司的期待，從而確保營運順利。即使公司再小也該有一份這類文件，不需鉅細靡遺，但可作為簡要基準，表達公司對員工的期待。

## 實務上的行為準則
若想建立相互包容的文化，行為準則是一項重要步驟，但還需有其他事項相輔相成。有關私營企業的行為準則研究發現，有效的行為準則實踐過程中含括教育訓練、一致執行、持續評估與改善，單純要求成員閱讀行為準則無法確保人人了解並記得內容。
若成員能安心提出自己對事情的顧慮，並認為組織會予以適當回應，則能證明行為準則施行有效。

## 範例
- 可口可樂的行為準則[3]
- 漢摩拉比法典
- 日內瓦宣言
- 十誡